# Kenny Parchman
Kenny Parchman, född 15 januari 1932 i Jackson, Tennessee, död 2 juni 1999 nära Madison, Tennessee, var en amerikansk rockabilly-musiker, knuten till Sun Records. Parchman är relativt bortglömd i USA, men hade vissa framgångar i Europa.